# Хвостов, Николай Александрович
Никола́й Алекса́ндрович Хвосто́в (1776—1809) — русский путешественник, военный моряк.

## Биография
Родился 28 июля (8 августа) 1776 года в семье статского советника Александра Ивановича Хвостова и Катерины Алексеевны Хвостовой (в девичестве Шельтинг). Приходился внуком участнику экспедиции Беринга контр-адмиралу Алексею Шельтингу, племянником адмиралу Шишкову, женатому в первом браке на сестре его матери.

### Учёба
6 декабря 1786 года был определён в Морской кадетский корпус, откуда 1 мая 1790 года выпущен гардемарином.

### Первые плавания и служба в РАК
В 1792 году произведён в мичманы, в 1797 году — в лейтенанты.
Хвостов плавал до 1801 года на разных судах в Финском заливе, Атлантическом океане и Средиземном море, а в 1802 году поступил на службу в Русско-американскую компанию. Своей энергией, предприимчивостью и знанием морского дела Хвостов принёс много пользы компании, штурманы которой были крайне неопытны в мореплавании.
В 1802 году прибыл на Ситку на корабле «Елизавета» с людским пополнением и запасами продовольствия для российских поселенцев, после чего вернулся в Охотск с рекордным грузом пушнины, оцениваемым в 1,2 млн рублей.
После приобретения Резановым у Джона ДеВольфа шхуны «Юнона» был назначен её капитаном. В начале 1806 года по поручению Н. П. Резанова лейтенант Хвостов, командуя трёхмачтовым торговым судном «Юнона», в сопровождении тендера «Авось» под командованием мичмана Г. И. Давыдова, совершил переход с Аляски в Калифорнию (история плавания этих кораблей послужила источником для создания поэмы Андрея Вознесенского «Авось!», по мотивам которой поставлена знаменитая рок-опера Алексея Рыбникова «Юнона и Авось». Хвостов и Давыдов входят в число персонажей и поэмы, и оперы). Осенью этого же года, командуя «Юноной», по заданию Резанова он перешёл из Охотска к Сахалину и в губе Анива сжёг японские хлебные магазины «в отмщение Японской империи за отказ, сделанный русскому посольству».
В следующем году, командуя тем же судном и в сопровождении тендера «Авось» под начальством Давыдова, плавал к Курильским островам и на острове Итуруп сжёг два японских селения с их магазинами и, отобрав у японцев у острова Мацумая грузовые суда, вернулся в Охотск. По возвращении в Охотск Хвостов и Давыдов были арестованы, совершили побег, после объявились в Якутске, где их снова ожидал арест и отправка в Петербург, где они были преданы суду, но затем освобождены и направлены в Финляндию сражаться против шведов.

### Финляндская война
Между тем Хвостов и Давыдов были командированы в Финляндию в распоряжение главнокомандующего Буксгевдена и, командуя канонерскими лодками, принимали участие в военных действиях против шведов, где проявили чудеса храбрости, попав в морской отряд капитана 1 ранга Селиванова.
16 августа 1808 года гребная флотилия капитана 1 ранга Селиванова, состоящая из 24 судов, направилась к острову Вартсалана для защиты правого фланга наступавшей русской армии.
На следующий день в 11 часов утра авангард из шести канонерских лодок под командованием Гаврилы Давыдова и командира десанта Винклером, майора Кременчугского мушкетёрского полка, приблизился к южной оконечности острова Судсало. Утренний туман укрывал канонерки в шхерах, когда показался шведский флот.
В реляции, описавшей этот бой, значилось: «В сем намерении суда наши пошли вперед и, выдержав неприятельский огонь, сблизились на картечную дистанцию, не делая ни одного выстрела. Спокойное и мужественное сие движение остановило быстроту неприятеля».

Исход боя решило во многом мужество Хвостова. Командир морского отряда Селиванов подчеркнул его заслуги особо: 
«Капитан 1 ранга Селиванов, отзываясь Главнокомандующему с особенною признательностью о мужестве всего отряда, превосходно свидетельствует о лейтенанте Хвостове, который оказал пример невероятной неустрашимости, пренебрегая сыплющимся градом картечи и не взирая, что четыре шлюпки под ним были потоплены и из 6 гребцов остался только один, он шел вперед и поражал неприятеля; а равным образом и сухопутные начальники отзывались Главнокомандующему о его мужестве, все нижние чины его превозносят, и вообще где он только появлялся, храбрость оживотворялась».
На представление главнокомандующего о награждении за отличие Хвостова орденом св. Георгия 4-й степени, а Давыдова — св. Владимира 4-й степени, император Александр I собственноручно написал: «Неполучение награждения в Финляндии послужит сим офицерам в наказание за своевольство против японцев».

### Таинственная гибель
4 (16) октября 1809 года Хвостов и Давыдов провели вечер у академика Лангсдорфа вместе с американским моряком ДеВольфом, с которым они подружились на Аляске. В два часа ночи Хвостов и Давыдов, будучи пьяны и пытаясь при помощи проходившей барки перебраться по разведённому Исаакиевскому мосту с Васильевского острова на другую сторону Невы, упали в воду и утонули; их тела не были найдены.
Г. Р. Державин 24 декабря 1809 года (5 января 1810 года) написал стихотворение «В память Давыдова и Хвостова», напечатанное в 1816 году. В «Русском Вестнике» за декабрь 1809 напечатаны ещё два посвящённые им стихотворения.

## Память
В честь Хвостова назван остров в составе Алеутского архипелага.
Также в честь Н. А Хвостова названы озеро (озеро Хвостова, Тихий океан, побережье Северной Америки, архипелаг Александра, 56°32′ с.ш., 134°54′ з.д, название озеру присвоено в 1933 году Лесной службой США) и пролив (пролив Хвостова, Берингово море, Алеутские острова, 52° с.ш., 178°14′ в.д., название присвоено в 1935 году).